# Orquestra de París
L'Orquestra de París (Orchestre de Paris) és una orquestra simfònica amb seu a París, creada el 1967. Des de l'any 2000 el seu director titular és Christoph Eschenbach.

## Història
El 1967, després de la dissolució de l'Orchestre de la Société des Concerts du Conservatoire, el director Charles Munch va ser cridat pel Ministre de Cultura francès, André Malraux, i el seu Director Musical, Marcel Landowski, per crear aquesta nova orquestra a París. Malauradament Munch va morir el 1968 i el succeí provisionalment el director francès Serge Baudo. Poc després Herbert von Karajan va ser nomenat conseller artístic (1969-1971) i al llarg dels anys ha tingut com a directors o assessors músics de gran prestigi com Georg Solti, Daniel Barenboim o Semyon Bychkov.
El 1998, la salle Pleyel, la seu de l'orquestra i l'única gran sala de concerts de París, va ser comprada per un inversor privat abans de tancar, forçant l'orquestra a cercar un altre edifici, que des del 2002 és el Théâtre Mogador. Les expectatives són que ben aviat l'orquestra ocupi la nova sala Pleyel en fase final de construcció.

## Directors musicals
- Christoph Eschenbach (2000–)
- Christoph von Dohnányi (1998-2000) (assessor artístic)
- Semyon Bychkov (1989-1998)
- Daniel Barenboim (1975-1989)
- Georg Solti (1972-1975)
- Herbert von Karajan (1969-1971) (assessor artístic)
- Charles Munch (1967-1968)